# Élections législatives de 1951 en Vaucluse
Les élections législatives françaises de 1951 se tiennent le 17 juin. Ce sont les deuxièmes élections législatives de la Quatrième République.

## Mode de scrutin
Représentation proportionnelle plurinominale suivant la méthode du plus fort reste dans 103 circonscriptions, conformément à la loi des apparentements : les listes qui se sont « apparentées » avant l'élection remportent tous les sièges de la circonscription si leurs voix ajoutées obtiennent la majorité absolue des suffrages exprimés. Il y a 629 sièges à pourvoir.
Le vote préférentiel est admis. 
Dans le département de Vaucluse, quatre députés sont à élire.

## Candidats

### Liste d'union républicaine, résistante et antifasciste présentée par le Parti communiste français
| N° | Candidats | Candidats       | Parti | Principales fonctions                                                       |
| -- | --------- | --------------- | ----- | --------------------------------------------------------------------------- |
| 01 |           | René Arthaud    | PCF   | Député sortant, ancien Ministre, pharmacien, conseiller municipal d'Avignon |
| 02 |           | Marcel Bonardel | PCF   | Viticulteur, conseiller municipal de Cavaillon                              |
| 03 |           | Jeanne Jaumard  | PCF   | Dactylo, conseillère municipale d'Avignon                                   |
| 04 |           | Marcel Maury    | PCF   | Ouvrier confiturier                                                         |

### Liste du Rassemblement des gauches républicaines
| N° | Candidats | Candidats        | Parti | Principales fonctions                                                    |
| -- | --------- | ---------------- | ----- | ------------------------------------------------------------------------ |
| 01 |           | Édouard Daladier | RGR   | Député sortant, ancien Président du Conseil                              |
| 02 |           | Marcel Perrin    | RGR   | Conducteur de travaux publics, Avignon                                   |
| 03 |           | Élie Tramier     | RGR   | Avocat                                                                   |
| 04 |           | René Conil       | RGR   | Maire de Ménerbes, conseiller général du canton de Bonnieux, agriculteur |

### Liste du Parti socialiste SFIO
| N° | Candidats | Candidats     | Parti | Principales fonctions                                                                |
| -- | --------- | ------------- | ----- | ------------------------------------------------------------------------------------ |
| 01 |           | Charles Lussy | SFIO  | Député sortant, maire de Pertuis                                                     |
| 02 |           | Henri Duffaut | SFIO  | Docteur en droit, inspecteur principal des contributions, adjoint au maire d'Avignon |
| 03 |           | Robert Dion   | SFIO  | Cultivateur exploitant, maire de Morières-lès-Avignon                                |
| 04 |           | Roger Adam    | SFIO  | Commerçant à Carpentras                                                              |

### Liste du Rassemblement du peuple français
| N° | Candidats | Candidats       | Parti | Principales fonctions                                                           |
| -- | --------- | --------------- | ----- | ------------------------------------------------------------------------------- |
| 01 |           | Henri Mazo      | RPF   | Inspecteur central des contributions indirectes, conseiller municipal d'Avignon |
| 02 |           | Constant Marbin | RPF   | Exploitant agricole, conseiller municipal de Cavaillon                          |
| 03 |           | Jean Fernaud    | RPF   | Artisan, adjoint au maire d'Apt                                                 |
| 04 |           | René Maury      | RPF   | Directeur de la distillerie de Vaucluse                                         |

### Liste du Mouvement républicain populaire
| N° | Candidats | Candidats         | Parti | Principales fonctions                              |
| -- | --------- | ----------------- | ----- | -------------------------------------------------- |
| 01 |           | Paul Couston      | MRP   | Député sortant, Médaille de la Résistance, Avignon |
| 02 |           | Roger Galas       | MRP   | Exploitant agricole, Avignon                       |
| 03 |           | Fernand Batailler | MRP   | Agent commercial, adjoint au maire de Carpentras   |
| 04 |           | Maurice Damant    | MRP   | Commerçant, adjoint au maire d'Avignon             |

### Liste du Centre national des indépendants et paysans
| N° | Candidats | Candidats        | Parti | Principales fonctions                            |
| -- | --------- | ---------------- | ----- | ------------------------------------------------ |
| 01 |           | Alcide Macabet   | CNIP  | Administrateur civil au Ministère de l'Intérieur |
| 02 |           | Denise Jumontier | CNIP  | Secrétaire                                       |
| 03 |           | Jacques Soumille | CNIP  | Agriculteur                                      |
| 04 |           | Jean Mazet       | CNIP  | Commerçant                                       |

## Élus
| Député sortant   | Parti | Parti   | Député élu ou réélu | Parti | Parti   |
| ---------------- | ----- | ------- | ------------------- | ----- | ------- |
| René Arthaud     |       | PCF     | Marcel Perrin       |       | Rad soc |
| Charles Lussy    |       | SFIO    | Charles Lussy       |       | SFIO    |
| Paul Couston     |       | MRP     | Paul Couston        |       | MRP     |
| Édouard Daladier |       | Rad soc | Édouard Daladier    |       | Rad soc |

## Résultats

### Résultats à l'échelle du département
- Les listes du RGR, de la SFIO et du MRP se sont apparentées.
- Leurs voix cumulées représentant plus de 50% des exprimés, tous les sièges sont répartis à la proportionnelle entre les partis apparentés.

| Parti    | Parti    | Tête de liste    | Résultats | Résultats | Sièges |  |
| Parti    | Parti    | Tête de liste    | Voix      | %         |        |  |
| -------- | -------- | ---------------- | --------- | --------- | ------ |  |
|          | PCF      | René Arthaud     | 39 058    | 32,68     | 0      |  |
|          | RGR *    | Édouard Daladier | 31 749    | 26,56     | 2      |  |
|          | SFIO *   | Charles Lussy    | 17 854    | 14,94     | 1      |  |
|          | RPF      | Henri Mazo       | 14 290    | 11,96     | 0      |  |
|          | MRP *    | Paul Couston     | 13 167    | 11,02     | 1      |  |
|          | CNIP     | Alcide Macabet   | 2 361     | 1,98      | 0      |  |
|          |          |                  |           |           |        |  |
| Inscrits | Inscrits | Inscrits         | 152 906   | 100,00    | 4      |  |
| Votants  | Votants  | Votants          | 123 236   | 80,60     |        |  |
| Exprimés | Exprimés | Exprimés         | 119 520   | 96,99     |        |  |